# Kinas kommunistiska parti

Partiets flagga

Kinas kommunistiska parti (på svenska förkortat KKP) är ett kommunistiskt parti som grundades i Shanghai 1921 under överinseende av representanter för Kommunistiska internationalen.
Partiet tog makten efter det kinesiska inbördeskriget (1928–1949) mot det nationalistiska Kuomintangpartiet och partiets ordförande Mao Zedong utropade Folkrepubliken Kina den 1 oktober år 1949. Partiet har sedan dess haft makten i Fastlandskina, något som också försäkras i Folkrepubliken Kinas konstitution. Detta betyder att Kina är en partidiktatur som styrs av Kinas kommunistiska parti. Partiet har genomgått stora förändringar sedan det tog makten 1949 och har gått från en strikt centraliserad planekonomi till en blandekonomi med starka statliga inslag som officiellt kallas Socialism med kinesiska särdrag.
Partiet har idag över 82 miljoner medlemmar och är därmed det största politiska partiet i världen. Partiets högsta beslutsfattande organ mellan partikongresserna är centralkommittén, politbyrån och politbyråns ständiga utskott, vilken har mer eller mindre direkt inflytande ner till lokalnivå.
Sedan den 15 november 2012 är Xi Jinping partiets generalsekreterare.

## Historia

### Bakgrund
Marxismen kom relativt sent till Kina och de flesta intellektuella som sökte förändra det kinesiska samhället i slutet av Qingdynastin drogs till olika västerländska ideologier och religioner som liberalism, pragmatism, konstitutionell monarki, anarkism, medan andra aktivister försökte förnya det kinesiska kulturarvet och konfucianismen. När kejsardynastin störtades i den så kallade xinhairevolutionen 1911 ville de flesta revolutionärer som Sun Yat-sen och Song Jiaoren införa en parlamentarisk republik, men den alltmer autokratiske presidenten Yuan Shikai slog hårt ned på all opposition och tvingade många kinesiska politiker i landsflykt. Efter Yuans död 1916 liberaliserades det politiska klimatet, men det politiska kaoset ökade i takt med att olika krigsherrar slog som om makten i landet, vilket ökade missmodet bland politiskt aktiva.
Republiken Kina deltog på ententens sida i första världskriget och vid krigsslutet förväntade sig många kineser att västmakterna skulle revidera de "ojämlika fördragen" och betrakta Kinas som en världsmakt. När det framgick att västmakterna inte skulle infria dessa förväntningar blev många politiska aktivister desillusionerade med västerländska ideologier. I samband med detta uppstod en studentrörelse i Peking, fjärde maj-rörelsen, vilket skapade en grogrund för nya politiska rörelser och ett intresse för marxismen.
Till detta bidrog det faktum att Sovjetunionen tagit avstånd från alla ojämlika fördrag med Kina och lovat att stödja den kinesiska republiken. Den nybildade Kommunistiska internationalen (Komintern) sände sändebud till Kina för att rekrytera anhängare till ett kinesiskt kommunistparti. Bland de första som förklarade sig ha övergått till marxismen i Kina var universitetsprofessorerna Chen Duxiu och Li Dazhao och i augusti 1920 bildade denna grupp marxister en sektion av Komintern i Kina under överinseende av den ryske representanten Grigorij Vojtinskij. Intresset för kommunismen spred sig och under 1920-talet uppstod ett antal kommunistiska grupperingar runt om i landet.

### Tidig historia (1921–1949)
I juli 1921 samlades representanter för de olika kommunistiska grupperingarna i den franska koncessionen i Shanghai tillsammans med Kominterns representant Henk Sneevliet (även känd som Maring) för att grunda Kinas kommunistiska parti. På kongressen närvarande bland annat Dong Biwu, Zhou Fohai, Zhang Guotao och Mao Zedong. På kongressen bestämde man sig för att partiet skulle vara en hemlig, starkt centraliserad bolsjevikisk (leninistisk) organisation med målet att överta makten i Kina och införa ett klasslöst samhälle. Chen Duxiu, som inte kunnat delta på mötet valdes till partiets generalsekreterare. Bland hans första uppdrag som kommunistisk organisatör var att leda en strejk i kolgruvorna i Anyuan i Jiangxi-provinsen 1922 tillsammans med bland annat Liu Shaoqi och Li Lisan.
Samtidigt som KKP bildats inledde Komintern kontakter med Sun Yat-sens nygrundade nationalistparti Kuomintang som blivit en maktbas i Guangzhou i samarbete med lokala krigsherrar. 1921 träffade Sneevliet Sun i Guangxi, där Sneevliet föreslog att Kuomintang startade en militärhögskola för att utbilda den armé som behövdes för att ena landet. 1923 skrev Sun under ett formellt samarbetsavtal med den sovjetiske ambassadören Adolf Joffe och följande år antog Kuomintangs kongress ett beslut som formaliserade samarbetet och tillät enskilda kommunister att gå med i Kuomintang. Kuomintang omorganiserades nu efter leninistiska principer om demokratisk centralism och sovjetiska experter som Michail Borodin och Vasilij Blücher hjälpte till att grunda Militärhögskolan i Whampoa samt rusta upp partiets armé, den Nationella revolutionära armén, som syftade till att ena Kina. Samtidigt uppmanade Komintern medlemmar ur det nybildade Kinas kommunistiska parti att gå med i Kuomintang som individer för att stärka Sun Yat-sens revolutionära koalition och genomföra den "borgerliga revolutionen" som förberedelse för den kommande socialistiska revolutionen. Det var nu som ledande kommunister som Mao Zedong, Zhou Enlai och Deng Xiaoping blev medlemmar i Kuomintang.
Efter att Sun Yat-sen dog 1925 blev Kuomintangs nye ledare den före detta arméläraren Chiang Kai-shek. Under dennes ledarskap försämrades dock samarbetet med kommunistpartiet avsevärt, vilket kulminerade i att Chiang 1927 lät avrätta ett stort antal kommunister i Shanghai. Detta upprepades även i andra större städer.
KKP:s medlemmar (då 60 000 personer) och dess sympatisörer tvingades ut på landsbygden (Jiangxi), där de började sätta upp små sovjeter, en form av arbetar-, bonde- och soldatråd. Dessa sovjeter, samlade under namnet den Kinesiska sovjetrepubliken, kom till slut att uppfattas som ett hot mot Chiang Kai-shek och hans nationalistiska regim med huvudstad i Nanjing. Han påbörjade därför återigen aggressiva kampanjer mot kommunisterna, vilket gjorde att dessa (cirka 100 000 personer) år 1934 tvingades ut på så kallade långa marschen. Denna slutade inte förrän de kommunistiska gerillasoldaterna kommit fram till Yan'an, en landsortsstad i provinsen Shaanxi i centrala norra Kina, 1 200 mil bort.
1935 var KKP starkt försvagat. Räddningen blev den expansionistiska politik som Japan bedrivit mot Kina sedan början på 1930-talet. Chiangs ovilja att konfrontera Japan utsatte honom dock för allt starkare kritik i takt med att Japan bildade marionettstaten Manchukuo och stegvis utvidgade sitt inflytande i Norra Kina. 1936 kidnappades Chiang Kai-shek av krigsherren Zhang Xueliang när Chiang besökte dennes militärbas i Xi'an, då denne ville att Chiang skulle prioritera kampen mot Japan. Efter tuffa förhandlingar släppte Zhang slutligen Chiang, som nu öppnade vägen för att de försvagade kommunisterna, som byggt upp en ny maktbas i norra Shaanxi, kunde delta i en enhetsfront med kommunisterna mot Japan. Då hade i och för sig förhandlingar redan pågått i ett år med hjälp av bland andra Zhou Enlai och 1937 slogs återigen kommunisternas väpnade styrkor tillsammans med den Nationella revolutionära armén i en enad front mot Japan.
I juli samma år bröt det andra kinesisk-japanska kriget ut, vilket ledde till att Japan tog över i stort sett hela Kinas kustområde medan både nationalisterna och kommunisterna tvingades inåt land. Kring 1940 stagnerade frontlinjerna och varken nationalisterna eller kommunisterna deltog i några större militära kampanjer mot Japan. När USA trädde in i kriget förflyttades den avgörande krigsskådeplatsen i Stilla havet och alliansen mellan KKP och KMT förlorade mycket av sin relevans, och båda parterna började förbereda sig på att vinna det inbördeskrig som förmodades bryta ut efter Japans nederlag.
Förhandlingar mellan KKP och KMT inleddes efter att Japan kapitulerade för USA 1945 men dessa blev fruktlösa och inbördeskriget var återigen ett faktum. KMT besegrades och Chiang Kai-shek tvingades fly till Taiwan (där han till sin död arbetade för att återinförliva Fastlandskina under KMT:s styre). Den 1 oktober 1949 utropade Mao Folkrepubliken Kina inför en folkmassa på Himmelska fridens torg. Den 2 december samma år blev datumet landets nationaldag.

### Mänskliga rättigheter
Kinas kommunistiska parti har gjort sig skyldigt till en lång lista av brott mot mänskliga rättigheter. Den internationellt mest uppmärksammade händelsen är massakern på Himmelska fridens torg 1989. 
Kilgour-Matas rapport som publicerades 2006 visade att den kinesiska staten har avrättat ett stort antal Falungongutövare. Denna rapport förklarade även att organen från 41 500 organtransplantationer som gjorts på kinesiska sjukhus kan ha kommit från dessa avrättade fångar. På grund av censuren som införts av kommunistpartiet är det svårt att uppskatta de totala antalet offer, men falungongutövare uppskattas utgöra en majoritet av fångarna i flera kinesiska arbetsläger.

## Ideologi

### Partiets tidiga ideologi
Kinas kommunistiska parti bekänner sig, i likhet med andra kommunistiska partier, till marxism-leninismen som syftar till att bygga ett socialistiskt samhälle med mål att nå kommunismen. Under partiets första år stod partiet under starkt ideologiskt inflytande från Komintern och Sovjetunionen och byggde efter sovjetisk modell upp en personkult kring partiets ordförande Mao Zedong efter 1945.

### Under Mao Zedong
Efter partiets maktövertagande i Kina 1949 kom dess ideologi successivt att fjärma sig från den som var rådande i Sovjetunionen på grund av partiets erfarenhet med gerillakrigföring och dess arbete på landsbygden. Denna utveckling blev framträdande efter Josef Stalins död 1953 och dennes efterträdare Nikita Chrustjovs avstalinisering efter 1956.
Från och med mitten av 1950-talet började partiets ideologer, ledda av bland andra Chen Boda, att betona det som ansågs vara specifikt kinesiska drag i partiets drag och framhäva personkulten kring Mao. Bland dessa var övertygelsen att bondeklassen kunde spela en revolutionär roll på samma sätt som proletariatet, att det så kallade folkkriget var en framkomlig väg att leda revolutionen samt att man med ideologisk övertygelse kunde övervinna materiella hinder i bygget av socialismen, genom voluntarism. Denna tendens kulminerade efter brytningen med Sovjetunionens kommunistiska parti kring 1960 och banade bland annat vägen för det Stora språnget 1958–1962 och Kulturrevolutionen 1966–1976.

### Partiets utveckling efter Mao
Efter Maos död tog partiledningen avstånd från excesserna under Maos styre, men vidhöll att Mao Zedongs tänkande var vägledande för partiet och att hans ideologi var en produkt av partiets kollektiva erfarenheter. I samband med Deng Xiaopings reformpolitik från och med 1978 fjärmade sig partiet allt mer från marxistiska dogmer och tycktes omfatta en marknadsekonomi, dock med starka inslag av statlig ägande och med bibehållet maktmonopol för det kommunistiska partiet. Deng Xiaoping formulerade detta som "Socialism med kinesiska särdrag". Under generalsekreteraren Jiang Zemin har denna teori utvecklats ytterligare med de så kallade tre representationerna som menar att partiet representerar hela folkets intresse, inte endast arbetar- och bondeklassen.

## Organisation
Ända sedan partiet organiserades på 1920-talet har partiet varit högt centraliserat efter leninistiskt mönster och praktiserat demokratisk centralism. Principen innebär att varje partifunktionär måste utnämnas av närmast lägre instans i den partihierarkin och att beslut som fattats på en högre nivå i hierarkin inte får ifrågasättas av lägre instanser och att det råder förbud mot att bilda fraktioner i partiet.

### Partikongressen
Det formellt högsta beslutande organet är partikongressen och enligt partiets stadgar skall den sammanträffa vart femte år och utse partiets centralkommitté. Ombuden till partikongressen utses av de ledande organen i de lokala organisationerna, men stadgarna fastställer ingen bestämd valordning och partiledningen offentliggör i regel kongressens datum med mycket kort varsel. Till den 18:e partikongressen i november 2012 utsågs 2 270 ombud.
Historiskt har partiets kongresser inte alltid hållits stadgeenligt och efter kommunistpartiet kongress 1945 dröjde det tolv år innan en ny kongress hölls. Efter Mao Zedongs död 1976 har dock kongresserna hållits med jämna mellanrum. Partikongresserna har hållits i Folkets stora hall allt sedan det färdigställdes 1959.

### Centralkommittén
Centralkommittén är med sina cirka 300 ledamöter partiets högsta beslutande organ mellan kongresserna och träffas en eller två gånger per år. Varje centralkommitté numreras efter den partikongress den valdes på och varje enskilt möte kallas för "plenarsammanträde" eller "plenarsession". Till exempel kallas centralkommitténs möte år 1978, då Deng Xiaopings reformprogram utformades, för "den elfte centralkommitténs tredje plenarsammanträde".
Centralkommittén utnämner partiets politbyrå, den Centrala militärkommissionen som för befälet över Folkets befrielsearmé, sekreteriatet och den centrala kommissionen för disciplininspektion. Under centralkommittén lyder också en rad viktiga avdelningar och organ som Centrala propagandaavdelningen, Centrala avdelningen för enhetsfronten, Centrala partiskolan, Folkets Dagblad, med flera.
Även om centralkommittén inte utövar myndighet på samma sätt som en lagstiftande församling i många andra länder gör är det ett viktigt organ då det omfattar kommunistpartiets, statens och de väpnade styrkornas översta ledarskikt. Till skillnad från partikongresserna, som alltid har varit ceremoniella, är centralkommitténs möten ofta skådeplats för verkliga debatter och beslut om partiets politik. Centralkommittén har också en något större ideologisk spridning än politbyrån.
Centralkommittén förbereder ofta sina formella sessioner genom att hålla informella möten i avskildhet på olika semesterorter och kurorter. Under Mao Zedongs tid vid makten var Lushan och Beidaihe två populära orter för sådana sammanträden.

### Politbyrån
Politbyrån är nästa nivå i partihierarkin och utnämns nominellt av centralkommittén, men i praktiken är politbyrån i stort sett självrekryterande. Politbyrån har i regel haft cirka 25 ledamöter. Dess makt sammanhänger i hög grad med att dess ledamöter samtidig innehar nyckelpositioner i Folkrepubliken Kinas statsapparat och militär utövar personlig kontroll över de väsentliga posterna. Dessutom har några ledamöter av politbyrån betydliga regionala maktbaser. Hur politbyrån organiserar sitt arbete internt är oklart, men det förefaller som att den fullständiga politbyrån sammanträder varje månad och dess ständiga utskott varje vecka. Dagordningen verkar kontrolleras av partiets generalsekreterare och besluten fattas genom konsensus snarare än genom omröstning.

### Politbyråns ständiga utskott
Högst i hierarkin står politbyråns ständiga utskott som är ett verkställande utskott och sköter Kinas kommunistiska partis dagliga angelägenheter när partiets politbyrå inte sammanträder. Utskottet hade länge endast fem ledamöter, men antalet utökades till sju vid den 14:e partikongressen 1922 och till nio vid den 16:e partikongressen 2002.
Även om utskottet formellt inte är Kinas regering är det i praktiken Kinas högsta politiska organ och ledande kinesiska politiker förväntas vara ledamöter av utskottet. Varje ledamot av utskottet har särskilda ansvarsområden inom parti, stat och militär, och organiserade så kallade "ledande grupper" som organiserar arbetet.

## Partiets roll i Folkrepubliken Kina
Även om det finns åtta andra "demokratiska" partier representerade i Nationella folkkongressen och Kinesiska folkets politiskt rådgivande konferens så är Kommunistpartiet det ledande partiet i Folkrepublikens på alla samhällsområden och dess ledande roll finns inskriven i alla konstitutioner sedan 1954.
Partiet har monopol på policy inom strategiska områden som media, utbildning, försvar och viktiga utnämningar i både offentlig och privat sektor. Även om partiet har decentraliserat mycket av den ekonomiska makten i Kina och tillåtit privata initiativ inom den ekonomiska sektorn, så samordnas ekonomin fortfarande genom Nationella kommissionen för utveckling och reform, som formellt är en del av statsförvaltningen, men som lyder direkt under partiet.

### Partisekreterare och partikommittéer
För att säkerställa kommunistpartiets makt finns det en struktur med partikommittéer som löper parallellt med den officiella administrativa indelningen både på nationell och lokal nivå och som leds av partisekreterare. Dessutom finns Partisekreterarna övervakar den civila förvaltningen och står i regel högre i partihierarkin än ämbetsmännen i den civila förvaltningen.
Systemet med partikommittéer går tillbaka till tiden för Folkrepubliken Kinas grundande. Partihierarkin i Kinas kommunistiska parti är organiserat så att varje nivå i den civila statsapparaten har en partikommitté på motsvarade nivå, som har ansvar för politikens allmänna inriktning. Detta har gett upphov till en dubbel maktstruktur i den kinesiska statsapparaten. Även i privata företag och organisationer uppmanas partimedlemmar organisera particeller och idag beräknas till exempel 90 procent av Kinas advokatkontor ha particeller.
I Folkrepubliken Kinas autonoma områden, som Tibet och Xinjiang, har systemet kritiserats för att underminera det lokala självstyret, då partisekreterare i regel är av hankinesiskt ursprung.

### Organisationer anslutna till partiet
Det finns en rad massorganisationer och andra intresseorganisationer som är anslutna till kommunistpartiet och som tjänar som stöttepelare i partiets massmobilisering av det kinesiska samhället. De tre viktigaste massorganisationerna är Kinas kommunistiska ungdomsförbund, Allkinesiska fackföreningsfederationen (ACFTU) och Allkinesiska kvinnoförbundet (ACWF).
Dessa organisationer fungerar också som rekryteringsbaser för moderpartiet och många av dagens ledare i partiet har tidigare gjort karriär i ungdomsförbundet. Eftersom det inte råder organisationsfrihet på den kinesiska arbetsmarknaden är fackföreningsfederationen den enda tillåtna organisationen för kinesiska arbetare.

### Folkets befrielsearmé
Folkets befrielsearmé är formellt underordnad Kinas kommunistiska partis centrala militärkommission, och inte till landet Kina. Att Folkets befrielsearmé tillhör det kommunistiska partiet gör att partidiktaturen kan hållas kvar med militärens makt.

## Ledare

### Partiledare
1. Chen Duxiu (1921–1927)
2. Qu Qiubai (1927–1928)
3. Xiang Zhongfa (1928–1931) (Li Lisan de facto 1929–1930)
4. Wang Ming (1931–1932)
5. Qin Bangxian (Bo Gu) (1932–1935)
6. Zhang Wentian (1935–1943)
7. Mao Zedong (1943–1976)
8. Hua Guofeng (1976–1981)
9. Hu Yaobang (1981–1987)
10. Zhao Ziyang (1987–1989)
11. Jiang Zemin (1989–2002)
12. Hu Jintao (2002–2012)
13. Xi Jinping (2012–)

### Partisekreterare
1. Deng Xiaoping (1956–1967)
2. Hu Yaobang (1980–1987)
3. Zhao Ziyang (1987–1989)
4. Jiang Zemin (1989–2002)
5. Hu Jintao (2002–2013)
6. Xi Jinping (2013–)